# Аварское сокровище
Аварское сокровище (англ. Avar Treasure) или Врапское сокровище (англ. Vrap Treasure) — представляет собой комплекс, в настоящее время находящийся в коллекции Метрополитен-музея в Нью-Йорке (США). Различные сосуды, составляющие коллекцию, были найдены во Врапе (ныне — Албания), и были приписаны аварам. С другой стороны, клад приписывается и близкородственным булгарам.
Авары были кочевым народом из степей Евразии, прибывшие на Балканы в VI веке нашей эры. Будучи воинственным народом, авары воевали и подчинили себе большую часть местного населения, а иногда вступали в битвы против Византийской империей. Благодаря этим завоеваниям авары смогли накопить значительное количество сокровищ, некоторые из которых были массово закопаны возле аварских поселений. Происхождение найденных сокровищ оспаривается; некоторые утверждают, что авары сами были искусными мастерами по металлу, в то время как другие полагают, что ценные предметы (в том числе золотые кувшины, чашки и блюда), найденные в аварских кладах, были изготовлены в Византии, а затем либо разграблены, либо отданы в качестве дани аварам.
Немецкий археолог Иоахим Вернер связал Врапский клад с булгарским ханом Кубером, который возглавил успешное восстание против Аварского каганата в Паннонии в 670-х годах и привел смешанное население, насчитывавшее около 70 000 булгар, паннонских славян и византийских христиан, в Восточную Римскую империю, в конечном итоге поселившись на равнине Пелагонии в современной Республике Северная Македония (Сермезианой). По мнению Вернера, сокровище могло быть частью сокровищницы кагана, которая была ограблена Кубером и затем унесена на юг от Дуная.
Комплекс, находящийся в Метрополитен-музее, был извлечен из албанской деревни Врап (которая приобрела международную известность в 1902 году, когда в деревне был найден тайник с аварским золотом и серебром) в начале XX века и передан в музей Джоном Морганом младшим в 1917 году. Комплекс состоит из нескольких золотых чаш, серебряного ведра, нескольких блюд для питья и кувшина.